# Пышминский муниципальный округ
Пышми́нский городско́й о́круг — муниципальное образование в Свердловской области России. Относится к Восточному управленческому округу.
Административный центр — посёлок городского типа Пышма.
С точки зрения административно-территориального устройства области, городской округ находится в границах Пышминского района.
С 1 января 2025 года имеет статус муниципального округа.

## География
Пышминский городской округ расположен в юго-восточной части Свердловской области, на юге Восточного округа в составе области. Территория Пышминского городского округа полностью соответствует территории Пышминского района. Площадь городского округа — 1899,05 км², что составляет около 0,98 % от общей площади Екатеринбуржья. Пышминский городской округ вытянут с севера на юг приблизитетельно на 70 км.
С физико-географической точки зрения, Пышминский городской округ расположен в западной части Западно-Сибирской равнины, в среднем течении реки Пышмы. В границах муниципального образования в неё справа впадает река Дерней и слева — река Юрмач. Долины рек, как правило, отличаются меньшей лесистостью. Лишь самый север и юго-восток Пышминского городского округа заняты лесом. В южной части муниципального образования имеются участки лесостепи.
Через муниципальное образование с запада на восток проходит Транссибирская магистраль (Москва — Владивосток), а также автодорога федерального значения Р351 (Екатеринбург — Тюмень), называемая в народе Сибирским трактом.
Пышминский городской округ, которому соответствует одноимённый район, граничит:
- с другими муниципальными образованиями Свердловской области:
  - на западе — с Камышловским муниципальным районом, которому соответствует одноимённый административный район,
  - на северо-западе — с Ирбитским муниципальным образованием, которому соответствует Ирбитский район,
  - на севере и востоке — с Талицким городским округом, которому соответствует Талицкий район;
- на юге — с Далматовским районом соседней Курганской области.

## История
27 февраля 1924 года в составе Шадринского округа Уральской области образован Пышминский район.
В ходе дальнейшего районирования в середине 1924 года часть Пышминского района отделена во вновь образованный Четкаринский район. По постановлению ВЦИК от 10 июня 1931 года Пышминский район включен в состав Камышловского района. В 1934 году район передан во вновь образованную Челябинскую область. В 1935 году Пышминский район вновь выделен в самостоятельную административно-территориальную единицу. 3 октября 1938 года район передан в состав Свердловской области, к которой отошла и значительная часть бывшего Четкаринского района.
1 февраля 1963 года Пышминский район был упразднён, а 30 декабря 1966 восстановлен.
В конце 1995 года по итогам местного референдума в границах Пышминского района было создано муниципальное образование Пышминский район.
17 декабря 1996 года муниципальное образование было включено в областной реестр.
С 31 декабря 2004 года Пышминский район был наделён статусом городского округа.
С 1 января 2006 года муниципальное образование Пышминский район было переименовано в Пышминский городской округ.
В рамках административно-территориального устройства области, административно-территориальная единица Пышминский район продолжает существовать.

## Население
| 2002    | 2009    | 2010    | 2011    | 2012    | 2013    | 2014    |
| ------- | ------- | ------- | ------- | ------- | ------- | ------- |
| 22 519  | ↘21 904 | ↘20 614 | ↘20 547 | ↘20 341 | ↘20 111 | ↘19 854 |
| 2015    | 2016    | 2017    | 2018    | 2019    | 2020    | 2021    |
| ↘19 748 | ↘19 667 | ↘19 537 | ↘19 446 | ↘19 177 | ↘19 093 | ↘18 947 |
| 2023    |         |         |         |         |         |         |
| ↘18 624 |         |         |         |         |         |         |

## Состав
В состав городского округа и района входят 44 населённых пункта. При этом в рамках Пышминского городского округа они объединены 3 территориальными органами администрации (население, 2010). Пышминский район до 1 октября 2017 года включал 14 административно-территориальные единицы: 1 рабочий посёлок и 13 сельсоветов.
| №  | Населённый пункт | Тип населённого пункта      | Население | Территориальный орган администрации городского округа | Административно- территориальная единица Пышминского района |
| -- | ---------------- | --------------------------- | --------- | ----------------------------------------------------- | ----------------------------------------------------------- |
| 1  | Боровлянское     | село                        | ↗713      | Четкаринское территориальное управление               | Боровлянский сельсовет                                      |
| 2  | Бунькова         | деревня                     | ↗3        | Четкаринское территориальное управление               | Четкаринский сельсовет                                      |
| 3  | Горушки          | деревня                     | ↘8        | Четкаринское территориальное управление               | Четкаринский сельсовет                                      |
| 4  | Духовая          | деревня                     | ↘151      | Четкаринское территориальное управление               | Черемышский сельсовет                                       |
| 5  | Заречная         | деревня                     | ↘64       | Печеркинское территориальное управление               | Печоркинский сельсовет                                      |
| 6  | Катарач          | деревня                     | ↗105      | Печеркинское территориальное управление               | Трифоновский сельсовет                                      |
| 7  | Ключевской       | посёлок                     | ↘109      | Четкаринское территориальное управление               | Первомайский сельсовет                                      |
| 8  | Комарова         | деревня                     | ↘174      | Четкаринское территориальное управление               | Четкаринский сельсовет                                      |
| 9  | Кочёвка          | деревня                     | ↗46       | Управление рабочего посёлка Пышмы                     | Чернышовский сельсовет                                      |
| 10 | Красноярское     | село                        | ↗156      | Четкаринское территориальное управление               | Черемышский сельсовет                                       |
| 11 | Крутоярский      | посёлок                     | ↘8        | Четкаринское территориальное управление               | Речелгинский сельсовет                                      |
| 12 | Лепихина         | деревня                     | ↘2        | Четкаринское территориальное управление               | Тупицинский сельсовет                                       |
| 13 | Мартынова        | деревня                     | ↘317      | Четкаринское территориальное управление               | Боровлянский сельсовет                                      |
| 14 | Медведева        | деревня                     | ↘66       | Печеркинское территориальное управление               | Трифоновский сельсовет                                      |
| 15 | Нагибина         | деревня                     | ↘226      | Четкаринское территориальное управление               | Боровлянский сельсовет                                      |
| 16 | Налимова         | деревня                     | ↘120      | Четкаринское территориальное управление               | Боровлянский сельсовет                                      |
| 17 | Первомайский     | посёлок                     | ↘532      | Четкаринское территориальное управление               | Первомайский сельсовет                                      |
| 18 | Печёркино        | село                        | ↘541      | Печеркинское территориальное управление               | Печоркинский сельсовет                                      |
| 19 | Пульниково       | село                        | ↘331      | Управление рабочего посёлка Пышмы                     | Пульниковский сельсовет                                     |
| 20 | Пылаева          | деревня                     | ↘225      | Управление рабочего посёлка Пышмы                     | Чупинский сельсовет                                         |
| 21 | Пышма            | пгт, административный центр | ↘9082     | Управление рабочего посёлка Пышмы                     | рабочий посёлок Пышма                                       |
| 22 | Речелга          | деревня                     | ↘139      | Четкаринское территориальное управление               | Речелгинский сельсовет                                      |
| 23 | Родина           | деревня                     | ↘471      | Четкаринское территориальное управление               | Четкаринский сельсовет                                      |
| 24 | Русакова         | деревня                     | ↘98       | Четкаринское территориальное управление               | Четкаринский сельсовет                                      |
| 25 | Савина           | деревня                     | ↘211      | Управление рабочего посёлка Пышмы                     | Чернышовский сельсовет                                      |
| 26 | Салопаткина      | деревня                     | ↘1        | Печеркинское территориальное управление               | Печоркинский сельсовет                                      |
| 27 | Смирнова         | деревня                     | ↗141      | Четкаринское территориальное управление               | Тупицинский сельсовет                                       |
| 28 | Смородинка       | деревня                     | ↘7        | Четкаринское территориальное управление               | Речелгинский сельсовет                                      |
| 29 | Сыскова          | деревня                     | ↗98       | Четкаринское территориальное управление               | Четкаринский сельсовет                                      |
| 30 | Талица           | деревня                     | ↘307      | Печеркинское территориальное управление               | Холкинский сельсовет                                        |
| 31 | Тимохинское      | село                        | ↗452      | Четкаринское территориальное управление               | Тимохинский сельсовет                                       |
| 32 | Трифоново        | село                        | ↘682      | Печеркинское территориальное управление               | Трифоновский сельсовет                                      |
| 33 | Трубина          | деревня                     | ↘96       | Четкаринское территориальное управление               | Четкаринский сельсовет                                      |
| 34 | Тупицыно         | село                        | ↘272      | Четкаринское территориальное управление               | Тупицинский сельсовет                                       |
| 35 | Устьянка         | деревня                     | ↘64       | Печеркинское территориальное управление               | Трифоновский сельсовет                                      |
| 36 | Фролы            | деревня                     | ↘48       | Печеркинское территориальное управление               | Печоркинский сельсовет                                      |
| 37 | Холкина          | деревня                     | ↘407      | Печеркинское территориальное управление               | Холкинский сельсовет                                        |
| 38 | Черемыш          | село                        | ↘674      | Четкаринское территориальное управление               | Черемышский сельсовет                                       |
| 39 | Чернышово        | село                        | ↘336      | Управление рабочего посёлка Пышмы                     | Чернышовский сельсовет                                      |
| 40 | Четкарино        | село                        | ↘495      | Четкаринское территориальное управление               | Четкаринский сельсовет                                      |
| 41 | Чупино           | село                        | ↘363      | Управление рабочего посёлка Пышмы                     | Чупинский сельсовет                                         |
| 42 | Юдина            | деревня                     | ↘193      | Печеркинское территориальное управление               | Печоркинский сельсовет                                      |
| 43 | Южный            | посёлок                     | ↘139      | Четкаринское территориальное управление               | Первомайский сельсовет                                      |
| 44 | Юрмытское        | село                        | ↘132      | Печеркинское территориальное управление               | Печоркинский сельсовет                                      |

### Упразднённые населённые пункты
- 7 августа 1996 года был упразднён посёлок Юрмач (Тимохинского сельсовета)[30].
- 27 ноября 2001 года была упразднена деревня Киселёва (Печёркинского сельсовета)[31][32].
- 14 ноября 2016 года был упразднён посёлок Просёлок (Чупинского сельсовета)[32][33].

## Местное самоуправление
В соответствии с Уставом Пышминского городского округа, органы местного самоуправления включают Думу Пышминского городского округа, главу Пышминского городского округа и администрацию Пышминского городского округа. Дума состоит из 20 депутатов, избираемых по 4 пятимандатным округам сроком на 4 года.

## Почётные граждане округа
- Бабушкина Людмила Валентиновна
- Квашнин  Михаил Федорович
- Кипрушкина Майя Александровна
- Коновалов Николай Дмитриевич
- Сухов Юрий Дмитриевич
- Томаткин Валерий Степанович
- Трубин Павел Геннадьевич

## Символика
Муниципальное образование имеет утверждённые герб и флаг.

## Экономика
На территории округа развито сельское хозяйство, там расположены 2 колхоза (колхоз им. Кирова, колхоз им. Калинина), два бывших опытно-производственных хозяйства — «Пышминское» и «Трифоновское», филиал «Первомайский» ФГУСП «Сосновское» Министерства обороны РФ, ООО «Дерней».
Основные промышленные предприятия:
- Предприятие «Объединённые заводы ПТО». Производит грузоподъёмное оборудование (мостовые электрифицированные краны) и другие механизмы.
- Пышминский песчаный карьер (филиал ЗАО «Нерудсервис»).
- Пышминский молочный завод

## Социальная сфера
Здравоохранение: работают муниципальная «Пышминская центральная районная больница» и 26 фельдшерско-акушерских пунктов. Образование: имеется 20 школ, в том числе 8 средних, 3 основных, 8 начальных, одна вспомогательная. Функционирует филиал Камышловского гуманитарно-технологического техникума. В районе 12 дошкольных учреждений.
Районный дом культуры, 24 сельских дома культуры и клуба, 22 библиотеки, детская музыкальная школа, районный краеведческий музей, парк отдыха.

## Религия
Действуют четыре церкви. Храм в селе Савино освящен 12 марта 1867 года во имя Святой Великомученицы Параскевы, нареченной Пятница, и не закрывался в советское время. Богоявленская церковь в Пышме возобновила свою деятельность в 1996 году. Действуют также Храм во имя пророка Божиего Илии села Тимохинское и храм в честь Рождества Пророка Иоанна Предтечи села Четкарино.

## Достопримечательности
Два памятника природы: «Чернышевский бор» и «Высокопродуктивное насаждение сосны», имеющие площадь соответственно 283 и 711 гектаров. Десять памятников археологии — стоянки и селища древнего человека. Наиболее ранние из них относятся к эпохе бронзы.